# Ishikawajima R-3
Ішікаваджіма R-3 (яп. Ishikawajima R-3) — навчальний літак, створений для Імперської армії Японії в 1920-х роках компанією Ішікаваджіма. Хоча це був у цілому успішний дизайн, здатний до виконання фігур аероакробатики, армія не прийняла літак на озброєння, і він використовувався в інших навчальних школах Японії.

## Історія

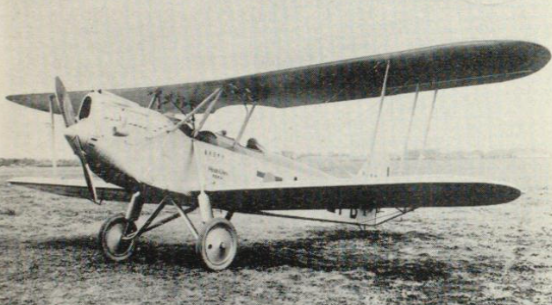
R-3 з власним ім'ям «Сейнен Ніхон-ґо» («Молода Японія»)

Використовуючи досвід отриманий при розробці Ishikawajima R-2, інженери компанії Ishikawajima Шіро Йошіхара і Густав Лахман вирішили продовжити розробку навчального літака R-3 (з яп. 練習機, Реншукі — навчальний літак). Перший прототип завершили в вересні 1929 році, що зробило його першим успішним навчальним літаком Японії. R-3 відрізнявся від R-2 значно міцнішою структурою, точнішим керуванням і потужнішим двигуном. Це все ще був біплан змішаної конструкції з тканинним покриттям — фюзеляж був з зварених сталевих труб, а крила дерев'яні, окрім алюмінієвих елеронів.
До 1931 року було побудовано 5 літаків разом з прототипами, чотири з яких мали автоматичні закрилки спеціального дизайну Лахмана і аеродинамічний профіль крила Gottingen 591. R-3 був пристосований до виконання фігур вищого пілотажу і в цілому відповідав британському de Havilland Moth, який був одним з надуспішних дизайнів того часу. Проте Імперська армія Японії відмовилась від літака, вважаючи його не достатньо спеціалізованим для армійських потреб, а також через недовіру до ліцензійно побудованих двигунів Cirrus Hermes.
Армія отримала два R-3, які після випробувань віддали «Студентській авіаційній лізі Японії» де їм присвоїли індекси J-BDEA і J-BDEB. Один літак (J-BDED) залишився в компанії для випробувань і навчання. Четвертий літак (J-BDUB) продали газеті Асахі Сімбун, де він використовувався як літак зв'язку з назвою «Асахі 52». Останній (J-BPEB) купила патріотична організація «Кайбо Ґікай» під назвою «Ґіюу 10» і пізніше теж переданий «Студентській лізі».

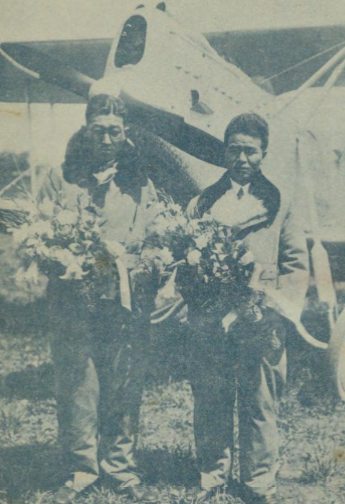
Пілоти Морітака Курімура і Рьотаро Кумаґава перед вильотом до Європи. 29 травня 1931 року.

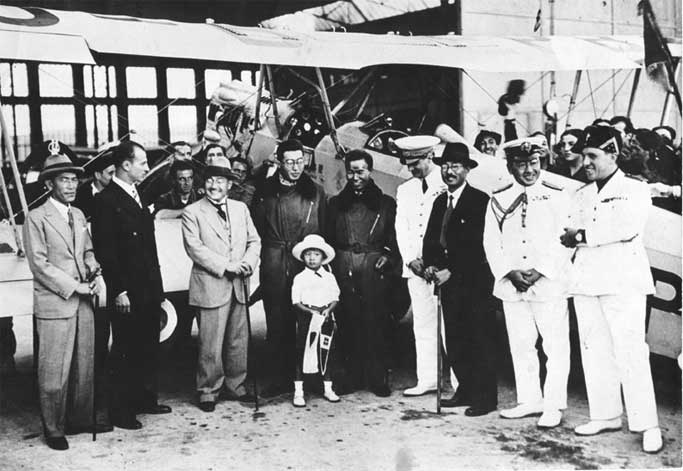
«Сейнен Ніхон-ґо» в Римі (аеропорт Рим-Урбе). 1931 рік. Третій зліва посол Японії до Італії Йосіда Сіґеру.

Останній R-3 отримав власне ім'я «Сейнен Ніхон-ґо» (яп. 青年日本号, «Молода Японія») і став відомим через візит до декількох Європейських країн в 1931 році. Для виконання цієї подорожі його обладнали додатковими паливними баками в крилах, що збільшило вагу з 680 кг до 930 кг, але дозволяло 10 годин польоту. Літак вилетів з аеродрому Ханеда 29 травня 1931 року з членами «Студентської ліги» Морітакою Курімурою і Рьотаро Кумаґавою. Переліт через Японське море на такому малому літаку вже вважався досягненням, після цього літак відвідав Харбін, Москву, Берлін, Брюссель, Лондон, Париж, Марсель і 31 серпня завершив тур в Римі. Загальна довжина польоту становила 13 926 кілометрів, а час в польоті досяг 126 годин і 53 хвилин. Після цього літак морем повернувся в Японію.
В липні-серпні 1932 року два R-3 ліги з студентами університетів Васеда і Мейдзі відвідали Маньчжурію в якості дружнього візиту. На зворотному шляху літак університету Васеда був змушений зробити аварійну посадку на пляжі в префектурі Фукуока, але інший літак виконав запланований політ подолавши 5400 км.

## Тактико-технічні характеристики
Дані з Japanese Aircraft 1910—1941

### Технічні характеристики
- Екіпаж: 2 особи
- Довжина: 7,5 м
- Висота: 2,98 м
- Розмах крил: 9,8 м
- Площа крил: 24,5 м²
- Маса пустого: 455 кг
- Маса спорядженого: 680 кг
- Навантаження на крило: 27,7 кг/м²
- Двигун: 4-циліндровий рядний двигун Cirrus Hermes II повітряного охолодження
- Потужність: 115 к. с.
- Гвинт: дволопатевий дерев'яний гвинт Y-27
- Питома потужність: 5,91 кг/к.с.

### Льотні характеристики
- Максимальна швидкість: 170 км/год
- Крейсерська швидкість: 140 км/год
- Час підйому на 2000 м.: 12 хв.
- Максимальна висота: 6000 м

## Виноски
1. ↑  Ґіюу (яп. 義勇, «Вірність») поширена назва літаків «Кайбо Ґікай», Ґікай - буквально «зібрання вірних».